# Utah Stars 1974-1975
La stagione 1974-75 degli Utah Stars fu l'8ª nella ABA per la franchigia.
Gli Utah Stars arrivarono quarti nella Western Division con un record di 38-46. Nei play-off persero la semifinale di division con i Denver Nuggets (4-3).

## Roster
| N° | Naz.                   | Ruolo | Sportivo      | Anno | Alt. | Peso |
| -- | ---------------------- | ----- | ------------- | ---- | ---- | ---- |
| 10 | Stati Uniti (bandiera) | A     | Bruce Seals   | 1953 | 203  | 95   |
| 11 | Stati Uniti (bandiera) | G     | Wali Jones    | 1942 | 188  | 82   |
| 15 | Stati Uniti (bandiera) | G     | John Roche    | 1949 | 191  | 77   |
| 20 | Stati Uniti (bandiera) | G     | Al Smith      | 1947 | 185  | 84   |
| 22 | Stati Uniti (bandiera) | C     | Moses Malone  | 1955 | 208  | 98   |
| 24 | Stati Uniti (bandiera) | GA    | Ron Boone     | 1946 | 188  | 91   |
| 25 | Stati Uniti (bandiera) | AC    | Gerald Govan  | 1942 | 208  | 100  |
| 30 | Stati Uniti (bandiera) | G     | Roy McPipe    | 1950 | 191  | 93   |
| 32 | Stati Uniti (bandiera) | C     | Randy Denton  | 1949 | 208  | 109  |
| 33 | Stati Uniti (bandiera) | C     | Jim Eakins    | 1946 | 211  | 98   |
| 34 | Stati Uniti (bandiera) | G     | Clyde Dickey  | 1951 | 191  | 84   |
| 35 | Stati Uniti (bandiera) | GA    | Roger Brown   | 1942 | 196  | 93   |
| 44 | Stati Uniti (bandiera) | A     | Larry Miller  | 1946 | 193  | 86   |
| 44 | Stati Uniti (bandiera) | A     | Hank Williams | 1952 | 196  | 95   |

## Staff tecnico
- Allenatori: Bucky Buckwalter (24-32) (fino all'11 febbraio)[1], Tom Nissalke (14-14)
- Vice-allenatore: Howard Adams